# Rio Gualaxo do Sul
O rio Gualaxo do Sul é um curso de água do estado de Minas Gerais, Brasil.
Nasce na serra do Espinhaço com o nome de córrego Papa-Cobra, na divisa dos municípios de Ouro Preto e Ouro Branco, e seu leito serve de fronteira entre esses municípios. Ao receber as águas do córrego da Lavrinha, passa a se chamar rio da Ponte até a Represa do Tabuão. Após a represa, tem o nome de rio Mainart.
Após a confluência do córrego Belchior, já no município de Mariana, recebe nome de rio Gualaxo do Sul. Entre a foz do córrego do Fundão e a confluência do córrego Laranjeira, o rio Gualaxo do Sul marca a fronteira dos municípios de Mariana e Diogo de Vasconcelos. Sua foz faz junção com o  rio do Carmo no município de Acaiaca do estado de Minas Gerais . 